# Sekwencja palindromowa
Sekwencja palindromowa1, sekwencja palindromiczna1 – taka sekwencja DNA, dla której sekwencja komplementarna jest identyczna (przy założeniu, że obie sekwencje czytamy z uwzględnieniem polarności nici; zgodnie z przyjętym obyczajem: od końca 5' do 3'):
5' A A T T 3'

3' T T A A 5'
lub
5' A G G C C T 3'

3' T C C G G A 5'
Sekwencje palindromowe są często miejscem działania enzymów restrykcyjnych i z tego powodu są ważne dla inżynierii genetycznej.
Sekwencja palindromowa2, sekwencja palindromiczna2 – odpowiednia kolejność ułożenia 4–8 par nukleotydów w cząsteczce DNA, która jest rozpoznawana przez odpowiedni enzym restrykcyjny. Sekwencje nukleotydów w jednym łańcuchu DNA jest taka sama jak sekwencja w drugim łańcuchu, ale odczytywana wspak.